# Giorgio Oliva
Giorgio Oliva (Voghera, 10 luglio 1908 – Vicenza, 27 luglio 2001) è stato un politico italiano.

## Biografia
Avvocato, è stato Consigliere d'amministrazione dell'Istituto professionale di Stato per l'industria e l'artigianato di Vicenza, consigliere d'amministrazione della Fondazione 3 novembre 1918 di Vicenza e senatore nelle file della Democrazia Cristiana dalla terza alla sesta legislatura ricoprendo la carica di sottosegretario agli esteri nei due governi Moro e il governo Leone II.